# Disocactus lepidocarpus
Disocactus lepidocarpus ist eine Pflanzenart in der Gattung Epiphyllum aus der Familie der Kakteengewächse (Cactaceae). Das Artepitheton lepidocarpus leitet sich von den griechischen Worten lepis für ‚Schuppe‘ sowie karpos für ‚Frucht‘ ab und verweist auf beschuppten Früchte der Art.

## Beschreibung
Disocactus lepidocarpus wächst strauchig. Die zylindrischen Haupttriebe sind verholzend. Die hellgrünen abgeflachten oder dreiflügeligen Seitentriebe sind etwas dicklich, nicht besonders steif und 2 bis 3 Zentimeter breit. Die Areolen sind mit kleinen Schuppen bedeckt. Sie tragen Wolle und nur einige Dornen.
Die lang trichterförmigen weißen Blüten werden bis zu 20 Zentimeter lang und erscheinen an der Seite. Die violettroten Früchte sind mit langen Schuppen bedeckt und werden bis 9 Zentimeter lang.

## Verbreitung, Systematik und Gefährdung
Disocactus lepidocarpus ist in Costa Rica in Höhenlagen von 1600 bis 3000 Metern verbreitet. 
Die Erstbeschreibung als Phyllocactus lepidocarpus wurde 1902 von Frédéric Albert Constantin Weber veröffentlicht. Miguel Ángel Cruz und Salvador Arias stellten die Art 2016 in die Gattung Disocactus. Ein weiteres nomenklatorisches Synonym ist Epiphyllum lepidocarpum (F.A.C.Weber) Britton & Rose (1913).
In der Roten Liste gefährdeter Arten der IUCN wird die Art als „Endangered (EN)“, d. h. als stark gefährdet geführt.

## Nachweise